# 하라타이역
하라타이역(일본어: 腹帯駅)은 일본 이와테현 미야코시에 위치한 동일본 여객철도 야마다 선의 철도역이다. 단선 승강장 1면 1선의 구조를 갖춘 지상역이다.

## 역 주변
- 국도 제106호선

## 역사
- 1934년 11월 6일 : 개업.
- 1946년 11월 26일 : 풍수해에 의해 불통이 됨.
- 1953년 3월 25일 : 이 역 동쪽이 복구.
- 1954년 11월 21일 : 이 역 서쪽이 복구되어, 전 노선 복구.
- 1987년 4월 1일 : 일본국유철도 분할 민영화에 의해, 동일본 여객철도가 승계.

## 인접 역
| 동일본 여객철도 야마다 선  | 동일본 여객철도 야마다 선 | 동일본 여객철도 야마다 선 |
| -------------------------- | ------------------------- | ------------------------- |
| 리쿠추카와이 모리오카 방면 | ■ 야마다 선               | 모이치 가마이시 방면      |